# Rue du Plâtre (Lyon)
Pour les articles homonymes, voir Rue du Plâtre.
La rue du Plâtre, anciennement rue du Saint-Esprit, est une voie publique du 1er arrondissement de la ville de Lyon, en France, reliant la rue du Président-Édouard-Herriot à la rue Paul-Chenavard.

## Situation
La rue, d'orientation est-ouest, se prolonge à l'ouest par la rue de la Platière et à l'est, par la rue du Bât-d'Argent.

## Toponymie
Selon l'historien Louis Maynard, le nom actuel rappelle celui de la « place du Plâtre », également appelée « Plâtre Saint-Esprit » du nom de la confrérie du Saint-Esprit qui y possédait une grange, « devant le puits de Malconseil », tout en rappelant que d'autres auteurs donnent le sens de « cimetière » au mot plâtre, en raison de la proximité de l'ancien cimetière de Saint-Nizier autour du chevet de l'église Saint-Nizier.

## Histoire
La voie, sous son ancienne dénomination « R[ue] du S[aint-]Esprit » est attestée depuis au moins 1550.

## Galerie

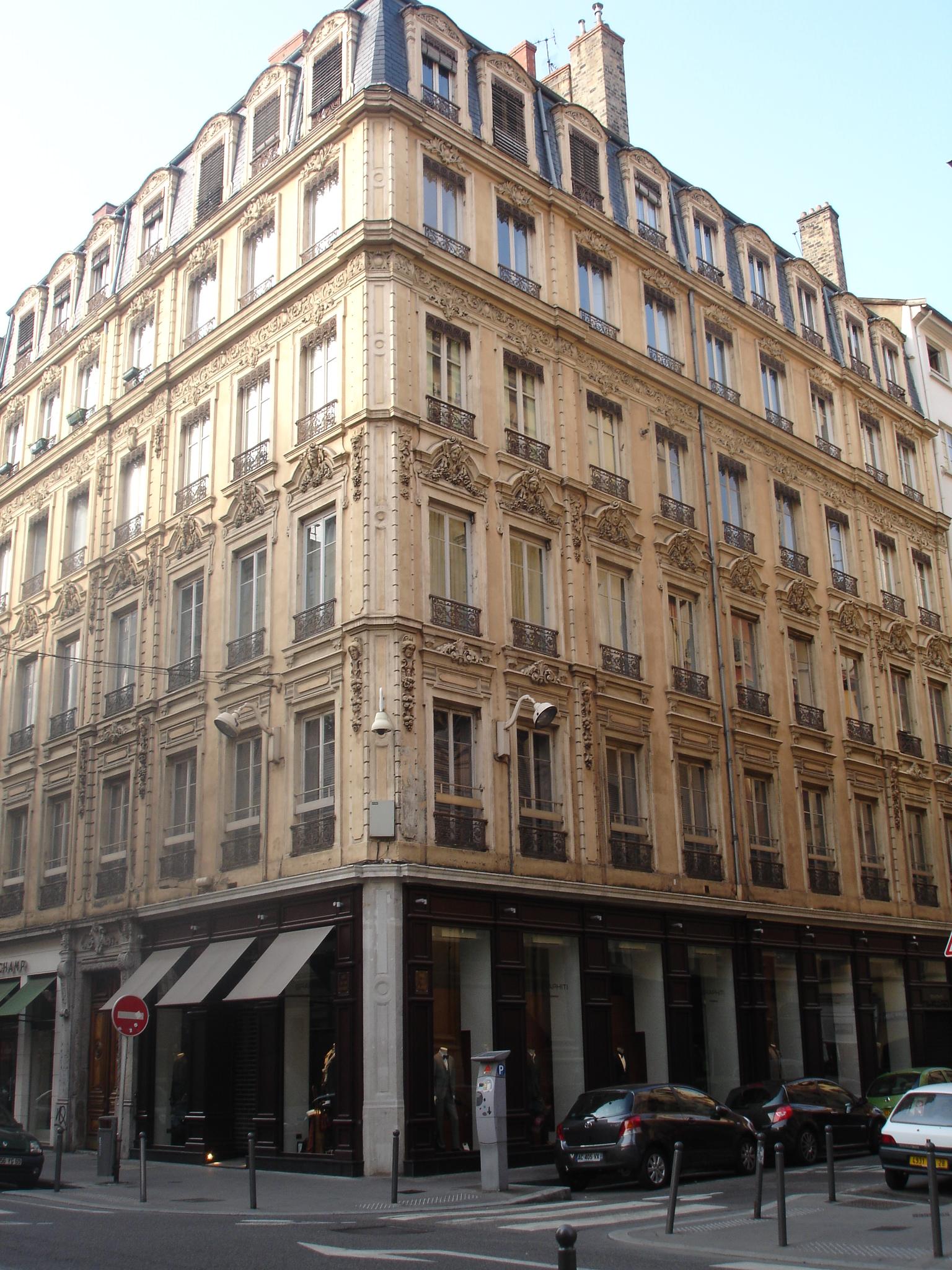
Angle sud-ouest des rues du Président-Édouard-Herriot et du Plâtre.
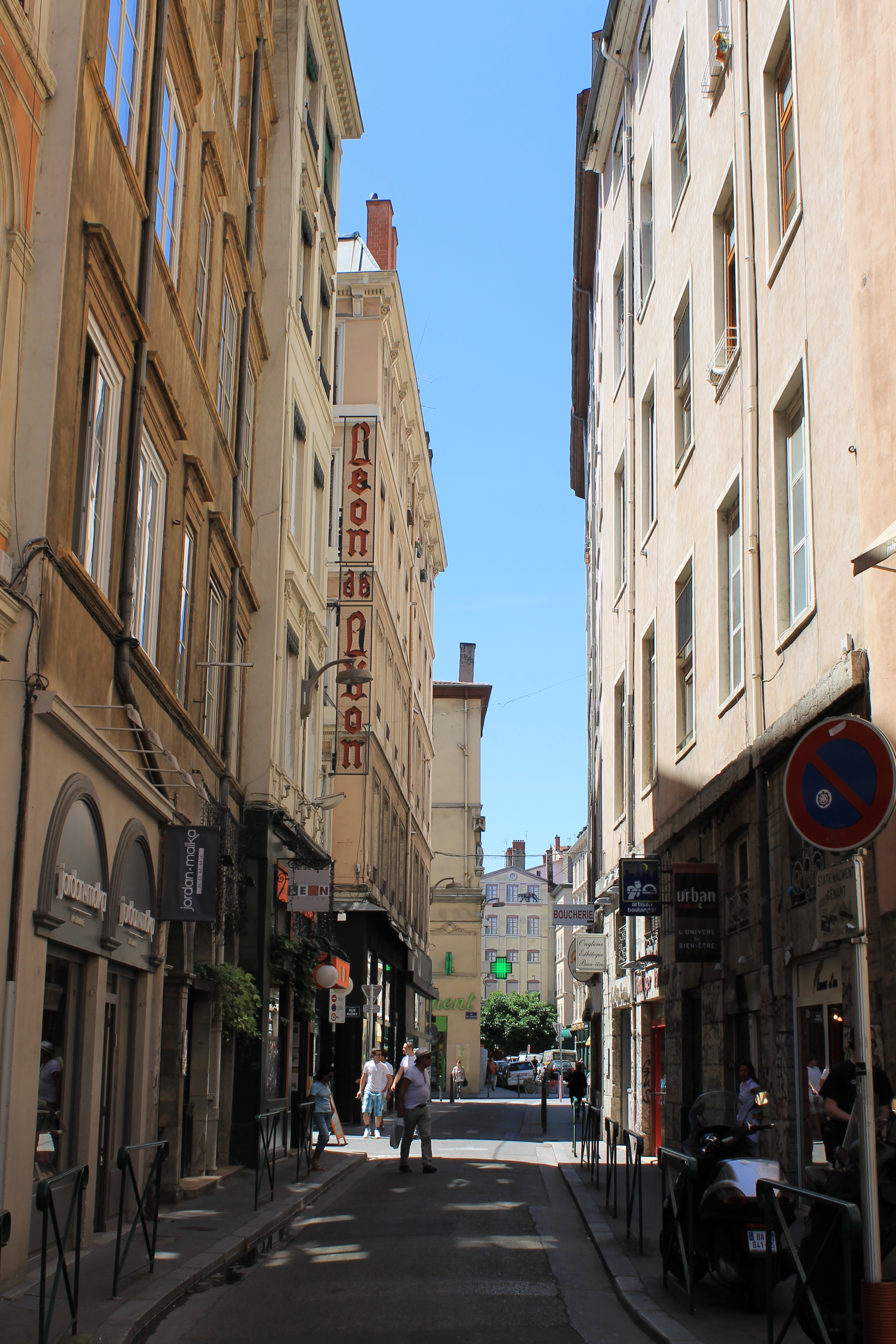
Vue vers l'ouest
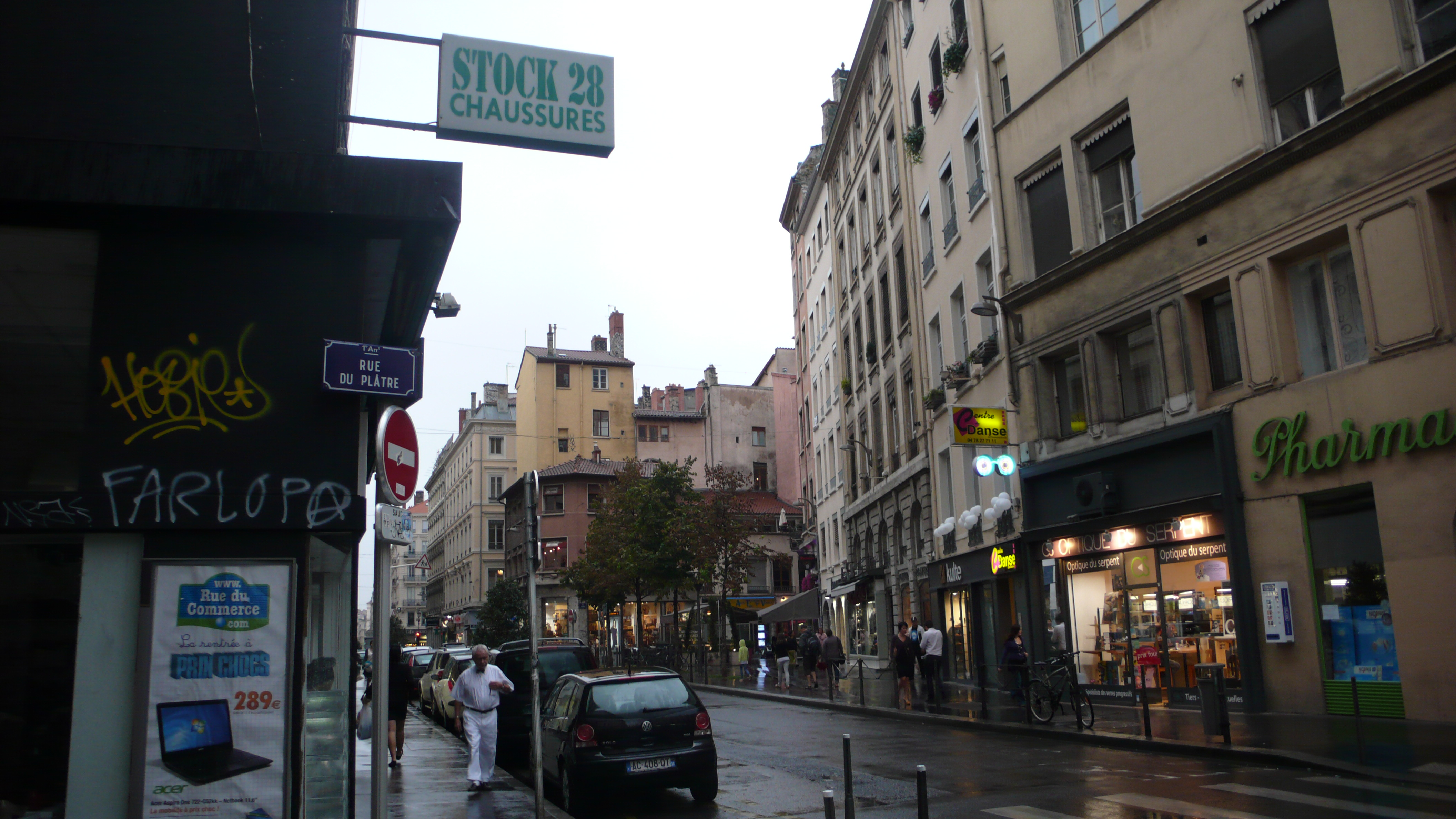
Vue de l'angle sud-est du carrefour des rues Paul-Chenavard et du Plâtre.